# Clément Schertzinger
Pour les articles homonymes, voir Schertzinger.
Clément Schertzinger, né le 24 juillet 1936 à Colmar (Haut-Rhin), est un dirigeant sportif français. Il préside l'Avant-garde du Rhin de 1984 à 1996 avant d'accéder à la présidence de la Fédération sportive et culturelle de France de 1992 à 2002 puis de la Fédération internationale catholique d'éducation physique et sportive de 2003 à 2009.

## Biographie
En 1951, Clément Schertzinger entre au cercle des sports et loisirs de Neuf-Brisach en Alsace. Il y pratique l’athlétisme, le handball et la gymnastique avant d'en devenir animateur des sections de jeunes, puis président-directeur général en 1967. Cet engagement associatif l'amène aux fonctions d'adjoint au maire de Neuf-Brisach.
Ses études d'expert-comptable  et de commissaire aux comptes l'amènent à la direction d'un cabinet de quarante collaborateurs à Colmar.

### L'Avant-garde du Rhin
Il met ses compétences à la disposition de l'Avant-garde du Rhin (AGR)comme membre du conseil d'administration puis trésorier en 1967. Il en est élu président en 1984 et le reste jusqu'en 1996.

### La FSCF
Il est élu au comité directeur de la Fédération sportive et culturelle de France (FSCF) en 1990, au poste de trésorier-adjoint et à la présidence en 1992,,,,,, héritant alors d'une situation encore perturbée, en dépit des actions de ses deux éphémères prédécesseurs. Il prône une professionnalisation des structures.
Dès la première année de son mandat, deux activités nouvelles se voient reconnaître une commission spécifique : l’éveil de l'enfant et la randonnée puis deux ans plus tard apparaissent les arts du spectacle et les arts plastiques. En 1995 la Cambronnaise de Saint-Sébastien-sur-Loire regroupe toutes les activités gymniques dans une seule compétition qui rassemble près de 9 000 participants et participantes.
En 1998, il préside les festivités du 100e anniversaire de la FSCF : colloque international de l’Organisation des Nations unies pour l'éducation, la science et la culture (UNESCO), colloque de Brest, opens de gymnastique féminine à Poissy et de gymnastique masculine à Bondoufle , master Miko à Bercy. Il quitte ses fonctions en 2002 au congrès de Strasbourg dans sa région natale.

### La FICEP
Parfaitement bilingue, Clément Schertzinger est également présent sur la scène internationale à la Fédération internationale catholique d'éducation physique et sportive (FICEP), comme administrateur depuis 1998, secrétaire général en 1999,,, cumulant les fonctions de trésorier après le retrait de Jacques Gautheron avant d'accéder à la présidence de 2003 à 2009,.

### Vatican, UNESCO, Conseil de l'Europe
Dans le cadre de ces fonctions, Clément Schertzinger représente le Vatican auprès de l'Organisation des Nations unies pour l'éducation, la science et la culture (UNESCO) et de la commission pour le développement du sport du Conseil de l'Europe depuis 2005,.

### Autres engagements associatifs

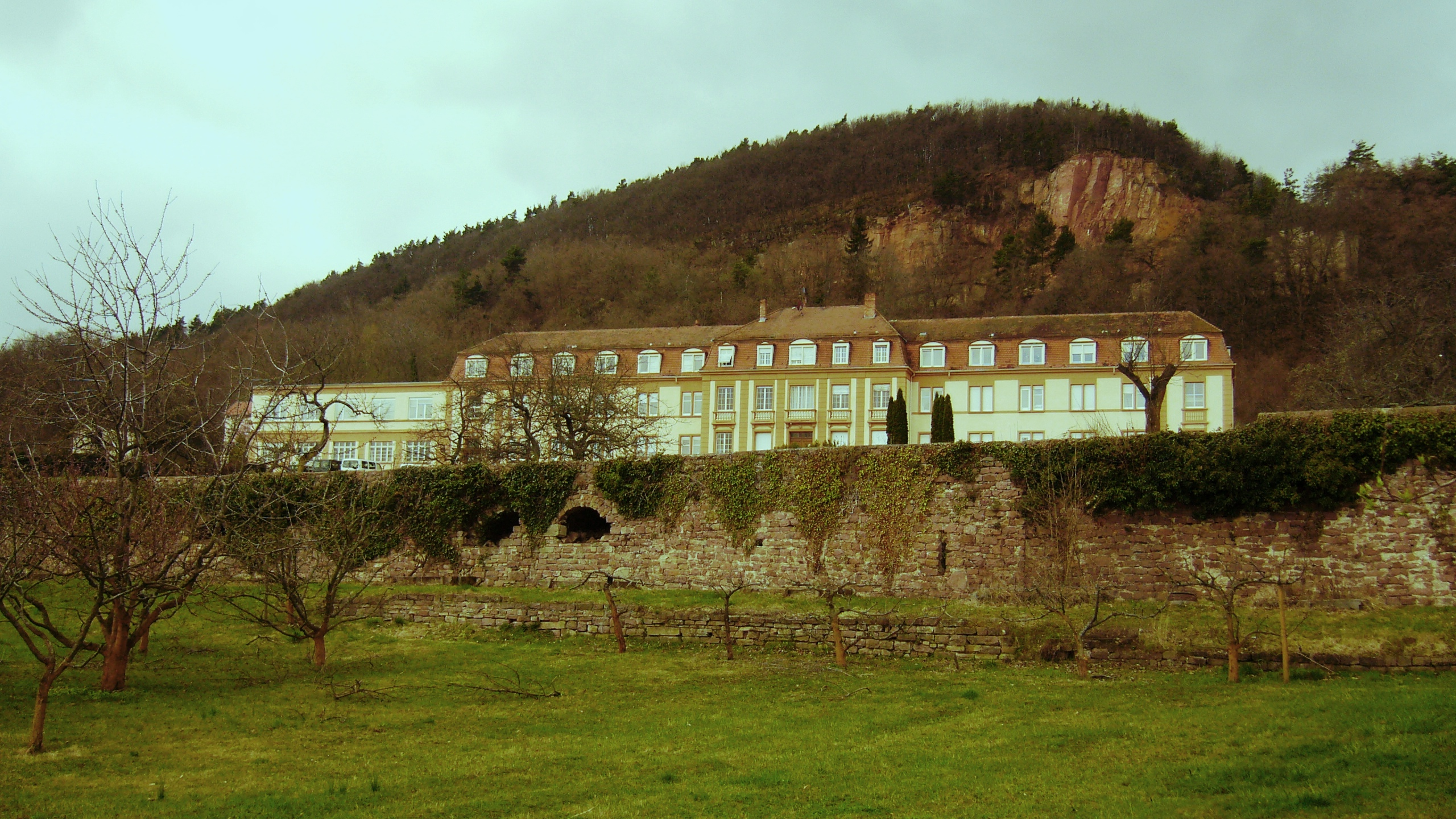
L'abbaye de Marbach.

Son action ne se limite pas à la vie sportive fédérale. Sur les plans national et international, il est nommé par le Premier ministre, membre du Haut Conseil à la vie associative (HCVA) et, par le Saint-Siège, délégué pour le sport au Conseil de l’Europe. 
Sur le plan régional, il est membre du Conseil d'Alsace unique (conseil économique et social d’Alsace), président du conseil d'administration du centre de ressources, d'expertise et de performance sportives (CREPS) de Strasbourg. 
Outre le CSL Neuf-Brisach qu'il préside toujours en suivant de près les résultats de ses athlètes dont Sébastien Spehler il est aussi engagé comme dirigeant de mutuelles, administrateur de la  Fédération nationale de la mutualité française (FNMF), administrateur et président d’associations culturelles et de préservation du patrimoine en Alsace, en particulier celle de l'Abbaye de Marbach où il reste très impliqué ainsi qu'aux Dialogues transvosgiens.

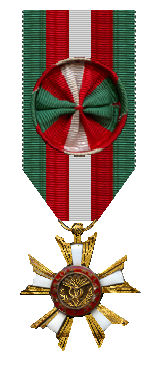
Ordre de Madagascar.

## Distinctions
Clément Schertzinger est : 
- Chevalier de la Légion d'honneur (24 mars 2005)[19],[LJ 3] ;
- Médaille de la jeunesse, des sports et de l'engagement associatif, or (14 juillet 1978).

Il est également, à titre étranger : 
- officier de l’Ordre de la Couronne du royaume de Belgique (8 mars 2002) ;
- chevalier de l’Ordre national de Madagascar (6 novembre 2008) ;
- chevalier de l'Ordre de Saint-Sylvestre (mars 2014)[LJ 4] dont la médaille lui est remise au Mans le 27 novembre 2016 par Mgr de La Perrière évêque accompagnateur de la FSCF à l'occasion du congrès national de cette fédération[20].

## Publication
- (es) (it) Clément Schertzinger, « Chiesa e sport: una «comunione» al servizio dell’uomo[21] » [« Église et sport : une communion au service de l'homme »], Nuntium, no 1,‎ août 2004, pp. 24-29, traduction en espagnol sous les références suivantes : « Iglesia y deporte: una "comunión" al servicio del hombre », Nuntium, Cité du Vatican, Madrid, université CEU San Pablo et université pontificale du Latran, no 12,‎ 2004 (ISSN 1576-3501, OCLC 436772058, résumé)